# Mario Lara
Pour les articles homonymes, voir Lara.
Lara  Galindo est un nom espagnol. Le premier nom de famille, en général paternel, est Lara ; le second, en général maternel, souvent omis, est Galindo.
Mario Lara Galindo, né le 8 avril 1966 à Ronda, est un coureur cycliste espagnol. Il devient professionnel en 1990 et le reste jusqu'en 1991. Il ne remporte aucune victoire. Il participe au Tour de France 1990, au cours duquel il arrive hors délais au terme de la septième étape.

## Palmarès
- 1984
  - 2e du championnat d'Espagne sur route juniors
- 1987
  - Andra Mari Sari Nagusia

## Résultats sur les grands tours

### Tour de France
- 1990 : hors délais (7e étape)